# Anders Falk (kyrkomålare)

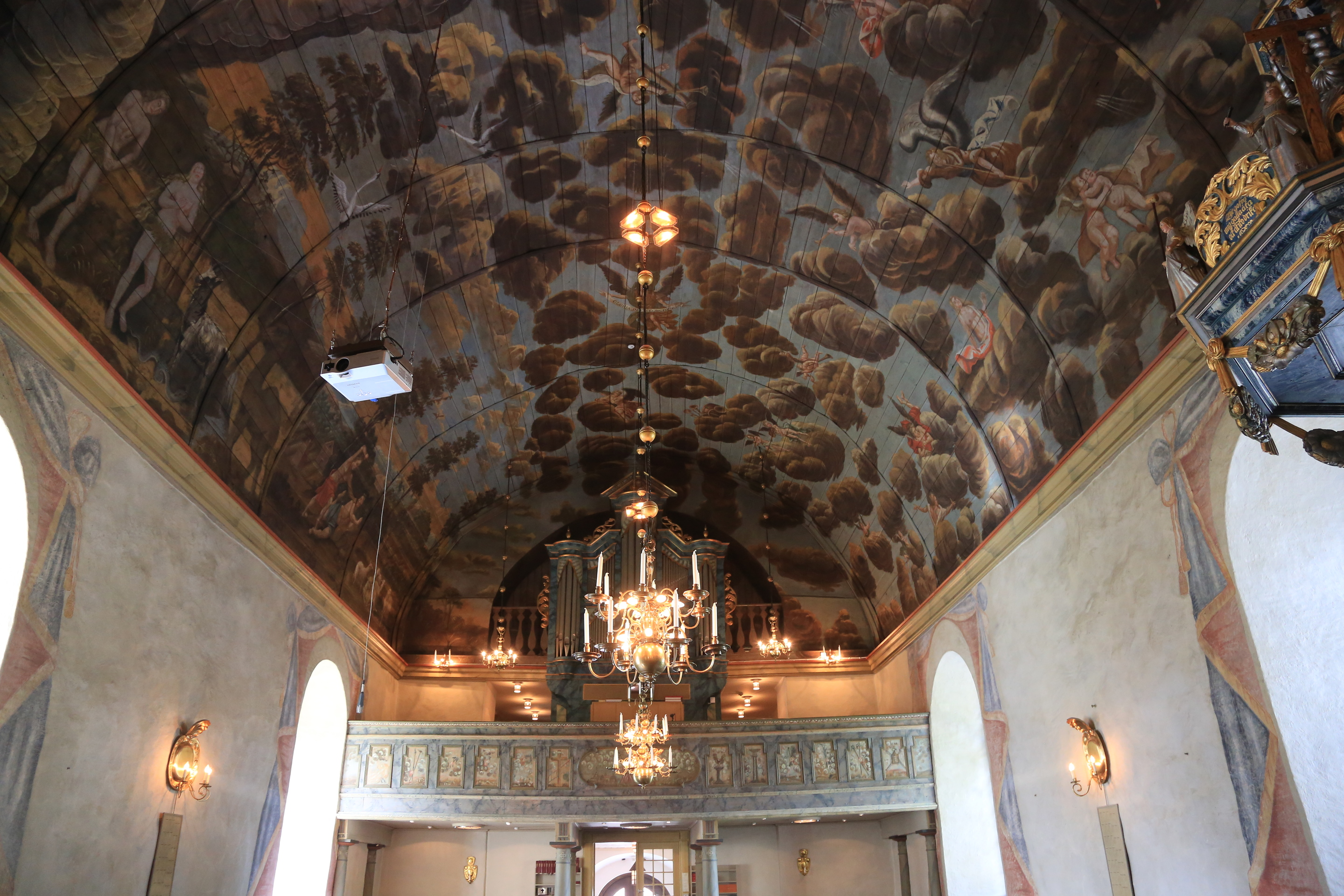
Takmålning i Ulricehamns kyrka.

Anders Falk, även Falck, född i Falkenberg, var en svensk kyrkomålare verksam i slutet av 1600-talet och början av 1700-talet.

## Biografi
Falk var enligt uppgifter bosatt i Bogesund, Jönköping och Göteborg. Han var en av bygdemålarna som öppnade dörren för det dekorativa och figurala kyrkomåleriet som florerade i slutet av 1600-talet och början av 1700-talet. 

## Verk
- 1688 Ulricehamns kyrka. Takmålning. Bevarad.
- 1693 Burseryds kyrka. Takmålning. Bevarad.
- 1694–1695 Bottnaryds kyrka. Tak- och väggmålningar signerade A Falck fecit. Bevarat.
- 1696–1698 Hyssna gamla kyrka. Bemålning av tak, väggar, altare, stolar med mera. Endast delar av läktarbröstning bevarat. Somligt är övermålat.
- 1697 och 1707 Sandviks kyrka. Invändig målning och målning av predikstol och stolar. Försvunnet efter brand.
- 1699 Långaryds kyrka. Försvunnet.
- 1701 Rångedala kyrka. Takmålning. Försvunnen
- 1701–1702 Murums kyrka. Stoffering.
- 1702 Sätila kyrka. Takmålning, vitmening av vapenhus och målning av stolar. Försvunnet.
- 1702 Seglora kyrka. Arbete med predikstol.
- 1703 Skillingmarks kyrka. Altartavla och målning av predikstol. Bevarat. Kan vara utfört av Nils Falk.
- 1704–1706 Bjurbäcks kyrka. Målning. Försvunnet.
- 1708 Angerdshestra kyrka. Takmålning. Försvunnet.
- 1709–1710 Bondstorps kyrka. Takmålning. Övermålad och delvis framtaget.